# Serat Menak Sasak

Amir Hamzah, später: Wong Menak.
Wayang-Kulit-Figuren aus Lombok des Sagenzyklus Serat Menak Sasak.

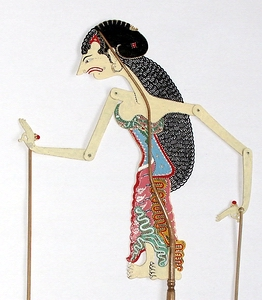
Prinzessin Munninggar, andere Namen: Munigarim, Putri Munigarim

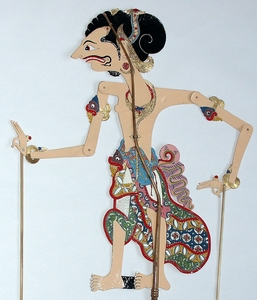
Nursiwan, anderer Namen: Datu Muterin Jagat

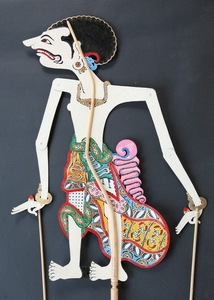
Patih Bestak, andere Namen: Baktak, Bestak

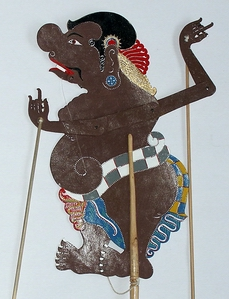
Umarmaya, anderer Namen: Rakmiah.

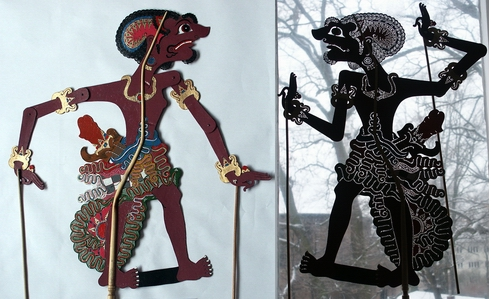
Selandir, andere Namen: Raja Selandir, Alam Daur.

Das Serat Menak Sasak ist ein Sagenzyklus des Wayang Sasak, einer vom Volk der Sasak auf der indonesischen Insel Lombok entwickelten Variante des indonesischen Wayang, eines szenischen Schauspiels mit geschichtsmythologischem Hintergrund.

## Allgemeines zum Wayang Sasak
Als Wayang Sasak werden die verschiedenen, auf Lombok heimischen Sagenzyklen des Schattenspiels (Wayang Kulit) bezeichnet, bei denen von Figuren aus getrockneter und geglätteter Kuhhaut auf eine Leinwand geworfene Schatten betrachtet werden. Wayang bedeutet allgemein etwa „Schatten“, Kulit ist die ungegerbte, pergamentartig getrocknete Tierhaut. Die Spielform wurde in Lombok und im Palast des Königs von Karangasem (Amlapura) in Ostbali gepflegt, zu dessen Herrschaftsbereich im 19. Jahrhundert große Teile von Lombok gehörten. Die Spielführer (Dalang) waren – auch im hinduistischen Bali – Sasak moslemischen Glaubens, die ihre Figuren altjavanisch und balinesisch sprechen ließen.
Neben dem Sagenzyklus Serat Menak wird auf Lombok noch die Geschichte von dem Helden Alam Daur aufgeführt. Dieser Mann bekämpft siegreich alle möglichen Feinde und kommt überall durch. Die Aufführungen sollen für schwache und kränkliche Kinder heilsam sein. Die balinesische und aus der hinduistischen Kultur stammende Geschichte von Rare Kumara wird auf Lombok von zwei muslimischen Dalangs gespielt.
Ein Figurensatz des Wayang Sasak sollte mindestens aus 100 einzelnen Schattenspielfiguren bestehen. Ende der 1920er Jahre fand Roelof Goris (1936) in Ostlombok ein Schattenspiel mit 200 Figuren. Der Musikethnologe Tilman Seebass sah 1972 im Tempel Pura Pamaksan Karang Songkang im Stadtteil Cakranegara Timur im Osten von Mataram einen hölzernen Kasten (grobag) mit 300 Spielfiguren, die aus dem 17. Jahrhundert stammen sollten.
Die Helden und oft auch die Dämonen sind zwischen 45 und 60 Zentimeter hoch, die Frauen etwa halb so groß. Im Unterschied zum balinesischen Wayang gibt es keine Götterfiguren, und die Aufführung wird grundsätzlich nur von der Schattenseite betrachtet. Während das javanische Spiel mit der symmetrischen Darstellung des Weltenbergs oder Weltenbaums Gunungan eröffnet wird – auf Bali heißt er Kayonan, der den Kosmos der Unter-, Menschen- und Götterwelt symbolisiert, kommen auf Lombok zwei Gunungans zum Einsatz. Im Islam wird nicht die Ordnung der Welt als Einheit betont, sondern der Gegensatz zwischen dem Guten, Allah, und dem Bösen, Schaitan. Es gibt einen Gunungan auf der rechten und auf der linken Seite. Der am Boden liegende Bananenstamm, in den die Figuren gesteckt werden, heißt badeg jaya, die Lampe belencong.
Das Gamelan Wayang Sasak ist eines der großen traditionellen Orchester (Gamelan) in der Musik von Lombok. Der Dalang gibt mit dem hölzernen Klopfer keketak, den er zwischen den Zehen des rechten Fußes hält, einen wilden Rhythmus vor. Die Musikinstrumente, verschiedene Buckelgongs und die Bambusflöte suling, ähneln denen der balinesischen Wayang-Begleitorchester, der Musikstil ist dagegen verschieden. Etwa ab den 1980er Jahren setzte eine Popularisierung und Verflachung des klassischen Stils ein, in dem zum Beispiel die tanzenden volkstümlichen Charaktere von Dangdut-Unterhaltungsmusik begleitet werden.

## Serat Menak
Das Programm besteht aus Geschichten, die im Mittelalter im Iran entstanden sind und im 16. und 17. Jahrhundert in die javanische Sprache übersetzt wurden. Über Java gelangten sie nach Lombok. Held im Serat Menak ist der Menak (Ritter) Amir Hamzah, der Onkel des Propheten Mohammed, der in Java im Wayang Golek (Stabpuppenspiel mit Holzfiguren) auftritt. Die Geschichten entstammen der hindu-javanischen Tradition und wurden mit islamischen Wertvorstellungen aufgeladen, sie sollten auf unterhaltsame Weise den Islam in Indonesien verbreiten.

## Episoden des Serat Menak
Amir Hamzah ist der Held des persischen Epos Hamzanama, das besonders durch ein Manuskript aus der Zeit des indischen Mogulkaisers Akbar I. (1542–1605) bekannt ist. Demnach wurde er in Mekka geboren und war ein Sohn von Abdul Muntalip, dem Statthalter von Mekka, der selbst aus einer jemenitischen Herrscherdynastie stammte. Zusammen mit seinem Freund Umarmaya, einer lustigen Figur (eine weitere Clownsfigur ist Umarmadi), kämpfte er siegreich gegen eine Räuberbande: es waren Prinz Maktal aus Alabani und seine beiden Leibwächter Sapardan und Daundari, die die kleine Karawane mit den Tributzahlungen an den König von Medayin überfallen hatten. Sie wurden von Umarmaya und Amir Hamzah verfolgt, gestellt und es kam zum Kampf. Umarmaya tötete die beiden Leibwächter und Amir Hamzah kämpfte lange mit Prinz Maktal, bis der sich geschlagen geben musste. Der Preis, dass sein Leben geschont wurde: er und ganz Alabani mussten zum richtigen Glauben, dem Islam übertreten. Später wurde Maktal einer der besten Freunde von Amir Hamzah und sein oberster General. Durch einen Trick gelang es Amir, König Bahri Bahram von Jemen zu überwinden, worauf Mekka Königreich und Amir Hamzah Großkönig wurde.
Prinzip der einzelnen Geschichten innerhalb des Handlungsablaufs ist der Sieg über immer stärkere Gegner, die bekehrt werden, und am Ende jeweils die Belohnung in Gestalt einer schönen Prinzessin.
Amir warb um die Prinzessin Munninggar, dem einzigen Kind von Nursewan, dem Raja (König) von Medayin. Nur heißt „(göttliches) Licht“, Sewan bedeutet dunkel, schwarz, finster. Die dunkle Seite war auf jeden Fall sein Patih (Premierminister) Bestak. Nach einigen Abenteuern, die ihn bis nach Sri Lanka führten und während denen der Raja von Sri Lanka, Alam Daur, sein Freund und Weggenosse wurde, kehrte er nach Medayin zurück. Munninggar wurde gegen den Willen ihres Vaters seine Frau. Sie bleibt die wichtigste Frau in seinem Leben.
Er half Ajrak, dem Königreich der guten Geister. Die Prinzessin Putri Ismayawati, das einzige Kind von König Tamimasar von Ajrak, wurde seine zweite Frau. Die Ehe hielt nur wenige Tage und Wong Menak, wie sich Amir Hamzah jetzt nannte, kehrte nach Mekka zurück. Bei seinen Heldentaten kam Amir Hamzah in der ganzen damals bekannten Welt herum. Er war nicht immer siegreich, wurde im Kampf gegen Maharaja Jubil schwer verwundet, im Kahelani-Krieg besiegt und gefangen genommen. Er beriet Könige, stand ihnen bei und musste immer wieder Krieg führen, vor allem gegen seinen Schwiegervater Nursiwan. Selbst eine chinesische Prinzessin, Dewi Amdaninggar, entbrannte in Liebe zu ihm, sie kam im Kahelani-Krieg im Zweikampf mit der Kriegerprinzessin Kelansuara durch einen vergifteten Kris (Dolch) ums Leben. Kelansuara wurde die dritte Frau von Wong Menak. Sie bekam einen Sohn und nannte ihn Repatmeja. Um ihn ranken sich ebenfalls viele Erzählungen.
Wong Menak war viel unterwegs, besiegte Yunnan (Griechenland), Rum (Rom) und Mesir (Ägypten), eroberte sogar Turkestan (Kaos). Man nannte ihn in Mekka jetzt wong agung kelana jaya, das heißt in etwa, „Großer Herr, der siegreiche Wanderer“. Er bekam einen weiteren Namen, ratu seribu negara, „König der tausend Königreiche“. Am Ende der Kämpfe und Liebesabenteuer kehrte er nach Mekka zurück.
Es gibt auffällige Ähnlichkeiten zu Figuren und Episoden aus dem indischen Nationalepos Mahabharata. Selandir, Raja von Selan, hat viele Gemeinsamkeiten mit Bhima, dem zweiten der fünf Pandava-Brüder aus dem Mahabharata.

## Figuren des Serat Menak Sasak

Abdullah Muntalip
Andere Namen: Raja Muntalip, Muntalip
Abdullah Muntalip ist Statthalter in Mekka, das dem Königreich Yemen tributpflichtig ist. Er ist der Vater von Amir Hamzah, den er allerdings Ambyah nennt. Zu Beginn der Geschichte sitzt er in einer argen Klemme, weil er den Tribut an Yemen schon seit geraumer Zeit nicht mehr zahlen kann. Eine Dürreperiode hat alle Ernten zunichtegemacht und es herrscht Hunger in Mekka. Abdullah Muntalip fürchtet, dass die Truppen von Yemen jeden Tag aufkreuzen können, alles rauben, die Menschen versklaven und den Rest niederbrennen.

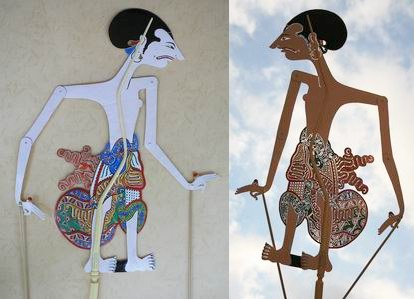
Amir Hamzah
Andere Namen: Ambyah, Saidina Amzah, Amir Ambyah, Wong Agung, Wong Agung Menak, Jayengrana, Jayang Rana, Wong Menak
Amir Hamzah ist der Hauptheld im Epos Serat Menak und im Epos Serat Menak Sasak, einer auf Lombok entstandenen Variante des Serat Menak. Amir Hamzah hat ein Geheimnis: Er kann sich so schwer machen, dass ihn niemand vom Boden hoch heben kann. Dies lässt ihn häufig im Duell Mann gegen Mann gewinnen.

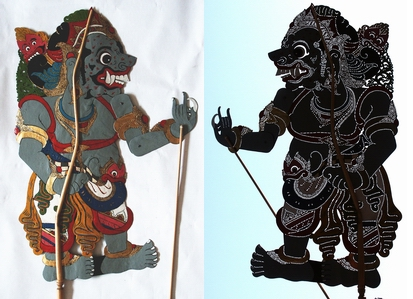
Bujar
Bujar ist einer der Riesen, die beim Gemetzel am Berg Jakalbab durch Flucht entkommen sind. Er und sein Zwillingsbruder Jawes sind jetzt Berater am Hofe von Mertu Jamut, einem Anführer der Riesen, der auch dem Gemetzel entkam. Bujar und Jawes bekommen den Auftrag Amir Hamzah zu töten, als dieser mit einer kleinen Armee in den Wäldern von Bari-Bara lagerte, wo auch diese Riesen eine neue Heimat gefunden hatten. Bujar und sein Bruder Jawes werden aber von Dewi Amdaninggar gestellt und besiegt. Amir Hamzah verschont aber ihr Leben und die beide werden seine Diener.

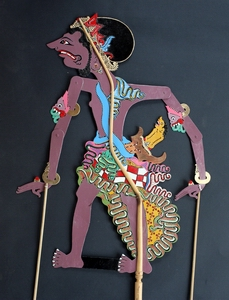
Daundari
Daundari ist ein Jugendfreund von Maktal, dem Kronprinzen des Königreichs Albani. Er ist auch sein Leibwächter, der seinen Freund zusammen mit Sapardan vor allzu aufdringlichen Bewunderern abschirmt. Außerdem ist er beim Bogenschießen der Sparringspartner von Maktal. Er kommt im Kampf gegen Umarmaya ums Leben.
Dewi Amdaninggar
Anderer Name: Amdaninggar
Dewi Amdaninggar hatte in drei aufeinander folgenden Nächten stets den gleichen Traum: Sie begegnet einem jungen, stolzen Krieger aus fernen Landen und er sieht völlig anders aus, als sie es gewohnt ist. Er hat runde Augen, eine große Nase und ist groß gewachsen. Sie verliebt sich in ihn und als man erfährt, dass er Großkönig ist, wird der Heirat stattgegeben. Doch der
Prinz bleibt seitdem verschwunden. Das Einzige, was ihn näher beschreibt, ist sein Name, den er ihr genannt hat: Datu Muterim Jagat. Sie macht sich auf ihn zu suchen. Mit ihrer Magie schafft sie ein Pferd aus Rauch und Wolken und fliegt damit davon. Nach vielen Irrungen und der Begegnung mit Nursiwan, der zu dieser Zeit noch den Titel Datu Muterim Jagat hatte, findet sie endlich Wong Menak, der Mann ihrer Träume. Sie zieht mit ihm in den Kalehani-Krieg. Im Duell mit der Kriegerprinzessin Kelansuara wird sie durch einen vergifteten Kris verletzt und stirbt in den Armen von Wong Menak.

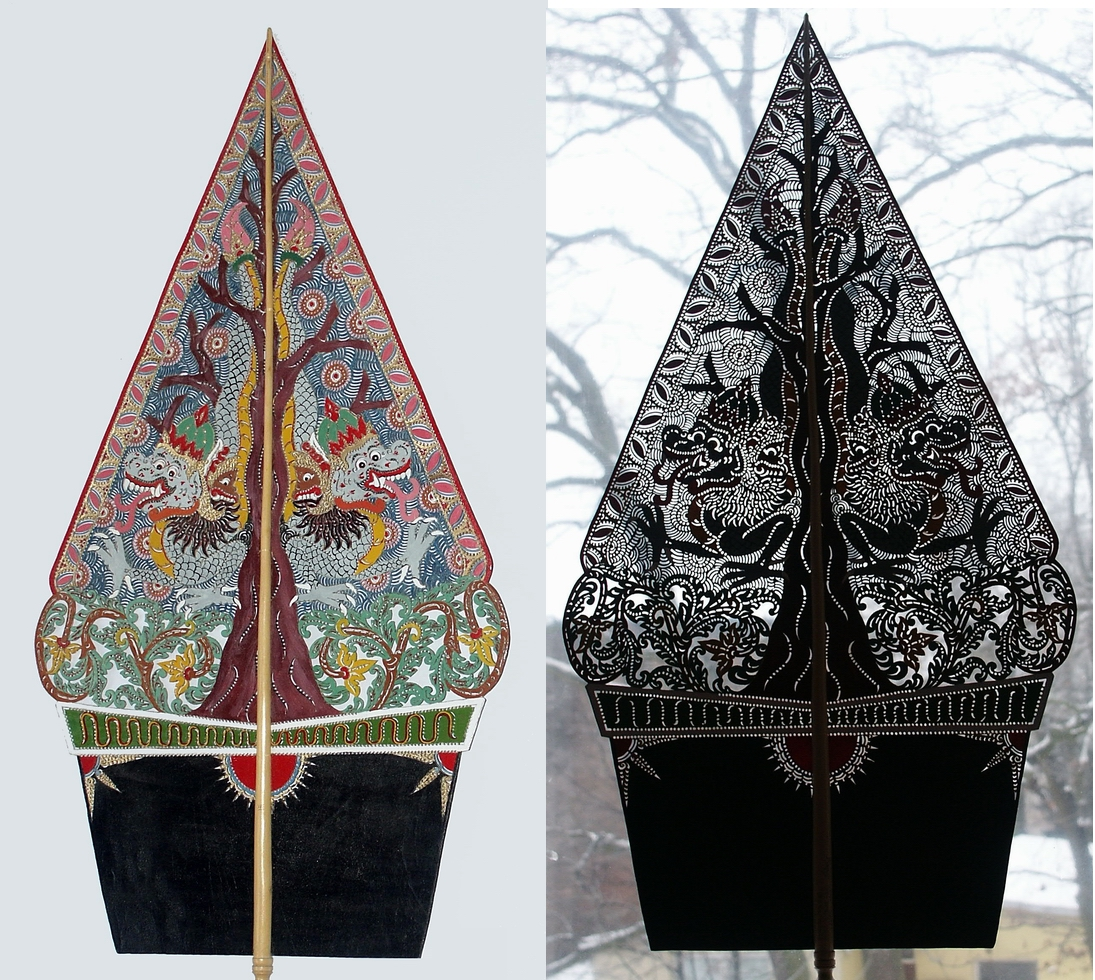
Gunungan
Anderer Name: Kayonan
Der Gunungan Sasak ist, bis auf wenige Ausnahmen, auf beiden Seiten identisch bemalt. Die Figur stellt einen Baum dar, in dem sich zwei Schlangen (Naga Sasra), in einer Art Hochzeitsritual, von oben nach unten winden. Im Baum selbst sind Ornamente zur Ausschmückung, aber keine Vögel, Affen, Tiger oder ähnliche Tiere, wie es auf Java üblich ist. Auch fehlen die beiden
Himmelswächter im unteren Teil und das Himmelstor selbst ebenfalls. Die Größe der Figur beträgt etwa 60 bis 70 cm und entspricht der größten Figur im Spiel: Selandir. Der Gunungan selbst hat viele Funktionen, mit ihm beginnt und endet eine Wayang-Kulit-Aufführung. Er dient je nach Situation als Haus, als Berg, als Zelt, als See. Wird er waagrecht hin und her geschwenkt, soll er die Zeit darstellen, die vergeht. Beginnt er zu tanzen, leitet er meist eine Pause ein oder den Übergang in eine andere, parallel laufende Szene.

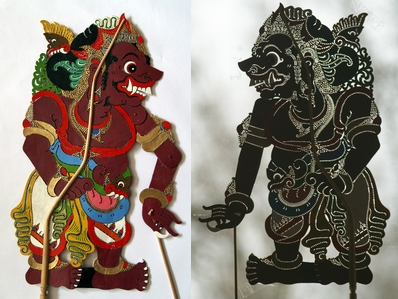
Jawes
Jawes ist einer der Riesen, die beim Gemetzel am Berg Jakalbab durch Flucht entkommen sind. Er und sein Zwillingsbruder Bujar sind jetzt Berater am Hofe von Mertu Jamut, einem Anführer der Riesen, der auch dem Gemetzel entkam. Bujar und Jawes bekommen den Auftrag Amir Hamzah zu töten, als dieser mit einer kleinen Armee in den Wäldern von Bari-Bara lagerte, wo auch diese Riesen eine neue Heimat gefunden hatten. Bujar und sein Bruder Jawes werden aber von Dewi Amdaninggar gestellt und besiegt. Amir Hamzah verschont aber ihr Leben und die beide werden seine Diener.
Jin Abu Nandir
Jin Abu Nandir ist ein guter Geist, ein Dschinn. Er ist Botschafter von Ajrak, den Reich der guten Geister. Er begleitet Kuraisin auf ihrer Reise zu ihrem Vater Wong Menak (Amir Hamzah). Er ist ein Lehrer von Repatmeja.
Jin Asal Asil
Jin Asal Asil ist ein Außenminister von Ajrak unter der Herrschaft von König Raja Tamimasar. Ihn und einen weiteren Außenminister, Jin Sadal Satil schickt König Raja Tamimasar mit einem Korb voll wundersamer Früchte nach Mekka, um dem verletzten Wong Menak zu helfen und ihn zu bitten nach Ajrak zu kommen. Durch die Verse in einem geheimen Buch seines Vaters kann Wong Menak die Worte von Jin Asal Asil nach einiger Zeit verstehen und ihn schemenhaft sehen. Die Früchte heilen die Wunde und es geht Wong Menak stündlich besser. Am nächsten Tag fliegt er mit den beiden Außenminister nach Ajrak.

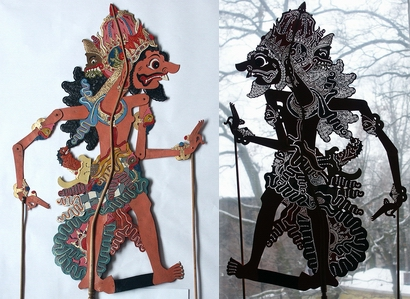
Jin Jaswadi
Andere Namen: Patih Jaswadi, Jaswadi.
Jin Jaswadi ist ein guter Geist, ein Dschinn. Er ist Premierminister und oberster General von Ajrak unter der Herrschaft von König Raja Tamimasar. Arjak ist das Königreich der guten Geister. Alle seine Bewohner, all seine Gebäude und Gärten sind für die Menschen unsichtbar. Ihr eigentliches Königreich liegt in den Bergen von Jabalkab. Dies wurde eines Tages von Riesen
besetzt und sie mussten es kampflos aufgeben, da die Riesen einen derartigen Gestank verbreiteten, dass die zarten Geister ohnmächtig wurden.
Jin Sadal Satil
Jin Sadal Satil ist ein guter Geist, ein Dschinn. Er ist Außenminister unter König Raja Tamimasar von Ajrak. Ihn und einen zweiten Außenminister, Jin Asal Asil, schickt König Raja Tamimasar mit einem Korb voll wundersamer Früchte nach Mekka, um dem verletzten Wong Menak zu helfen und ihn zu bitten nach Ajrak zu kommen. Durch die Verse in einem geheimen Buch seines
Vaters kann Wong Menak die Worte von Jin Sadal Satil nach einiger Zeit verstehen und ihn schemenhaft sehen. Die Früchte heilen die Wunde und es geht Wong Menak stündlich besser. Am nächsten Tag fliegt er mit den beiden Außenminister nach Ajrak.

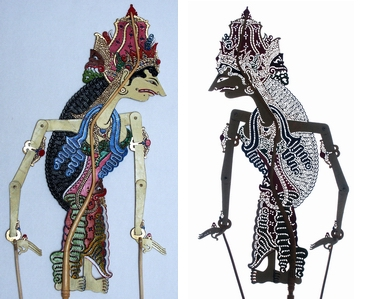
Kelansuara
Anderer Name: Dewi Kelansuara
Kelansuara ist die Tochter von Raja Kelan Jejali, dem Herrscher von Kahelani. Sie ist ein sehr lebhaftes Mädchen und balgt sich mit den gleichaltrigen Jungs rum, trainiert Bogenschießen und lernt den Umgang mit Waffen. An Puppenspielen ist sie nicht interessiert. So weit sie sich zurückerinnern konnte, war es immer ihr Wunsch gewesen, eines Tages General zu werden. Als sie älter wird schart sie eine Gruppe von Mädchen um sich und sie erlernen Pencak Silat, eine fernöstliche Kampftechnik, die Kung-Fu und Karate beinhaltet. Bereits mit 14 Jahren hat sie den schwarzen Gürtel. Im Volk spricht man von ihr nur als „die Tigerin“ und mit 18 wird sie oberster General des Landes. Ihr Vater ist jedoch ein sehr ungerechter und unbeliebter König und Wong Menak (Amir Hamzah) beschließt gegen ihn eine Strafexpedition zu starten. Kelansuara ist jedoch bestens darauf vorbereitet und Wong Menak scheint bei der Belagerung der Hauptstadt zu scheitern. Es kommt zum direkten Duell Kelansuara gegen Wong Menak, das er verliert und gefangen genommen wird. Dewi Amdaninggar versucht ihn zu befreien, es scheint zu gelingen, aber Kelansuara verletzt sie mit einem vergifteten Dolch und sie stirbt in den Armen von Wong Menak. Kelansuara stellt an Wong Menak eine einfache Forderung: „Heirat oder Tod“. Sie heiraten in Mekka und sie bekommt einen Sohn, Repatmaja.

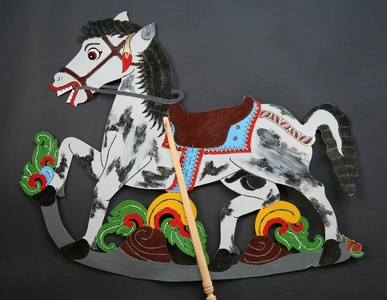
Konkalisahak
Konkalisahak ist das Reittier des Propheten Ishak und es wird das erste Pferd von Ambyah, wie Amir Hamzah gerufen wurde, als er noch ein Knabe war. Es läuft ihm beim Besuch des Mausoleum des Propheten zu. Konkalisahak erzählt Ambyah und Umarmaya von einem Schatz, der beim Mausoleum vergraben ist. Die beiden finden tatsächlich einen Schatz und kehren mit diesem und
Konkalisahak nach Mekka zurück. Ein Teil des Schatzes wird für die Tributzahlung an Yemen verwendet.

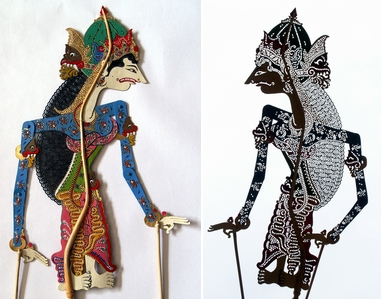
Kuraisin
Andere Namen: Putri Kuraisin, Dewi Cakra Kusuma
Kuraisin oder Dewi Cakra Kusuma, wie ihr offizieller Name lautet, ist eine junge Prinzessin aus dem Königreich Ajrak, dem Reich der guten Geister. Ihre Mutter ist Putri Ismayawati und ihr Vater ist Wong Menak (Amir Hamzah). Als Kuraisin 14 Jahre alt ist, darf sie ihren Vater in Mekka besuchen. Mit dabei sind 40 weitere Geister, darunter die beiden Außenminister Jin Asil Asal, Jin Sadal Satil, der Botschafter Patih Jin Abu Nandir und der oberste General Jin Jaswadi.
Auf dem Weg dorthin, sieht sie im Meer Laut Jambiraji eine merkwürdige Holzkiste schwimmen, die sie mitnehmen. In ihr befindet sich zur aller Überraschung ein Baby. Später erfährt sie im Traum, dass es ein Halbbruder von ihr ist und dass das Baby Raden Repatmaja heißt. Sie und ihre Geister ziehen das Baby groß und gemeinsam besuchen sie dann ihren Vater Wong Menak.
Wong Menak ist gerade auf einer diplomatischen Mission bei Raja Jabiul Awal, dem König von Dayak. Es kommt zu Missverständnissen und plötzlich befindet sich Wong Menak und sein diplomatisches Corps im Krieg gegen Raja Jabiul Awal. Als die Geistertruppe um Kuraisin eintrifft muss sie gleich Wong Menak beistehen. Wong Menak besiegt im Duell Raja Jabiul Awal mit Hilfe seiner Tochter Kuraisin. Er setzt einen neuen König ein und kehrt mit seinen Kindern nach Mekka zurück, wobei der magische Beutel von Umarmaya und dessen Flugkünste wesentlich dazu beitrugen.

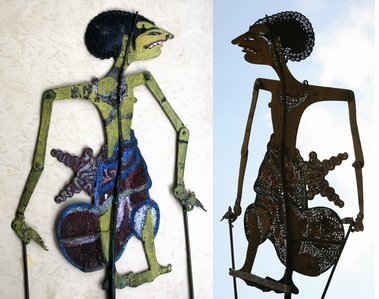
Maktal
Andere Namen: Raden Maktal, Panglima Maktal
Panglima Maktal, oder kurz Maktal genannt, ist Kronprinz im Königreich Albani. Er ist ein Sohn von Raja Masban von Albani. Maktal gleicht Wong Menak bis aufs Haar, das bei Wong Menak glatt ist, bei Maktal aber gewellt. Maktal wurde vor allem im Kriegshandwerk geschult und er ist ungeschlagener Held in ganz Albani. Als ständige Begleitung hat er zwei Jugendfreunde: Sapardan und Daundari. In Alabani wird Maktal als junger Held gefeiert, da er im Turnier in allen Disziplinen gewinnt. Ein Onkel von ihm prophezeite jedoch, dass er eines Tages jemand unterliegen würde, der genau so aussehe, wie er selbst.

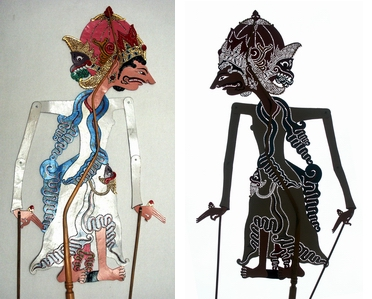
Nabi Hidir
Anderer Name: Hidir
Nabi Hidir ist ein verstorbener Prophet. Er erscheint hin und wieder in den Träumen von Wong Menak, besonders dann, wenn dieser arg in der Klemme steckt. Nabi Hidir hilft ihm dann mit guten Ratschlägen weiter.

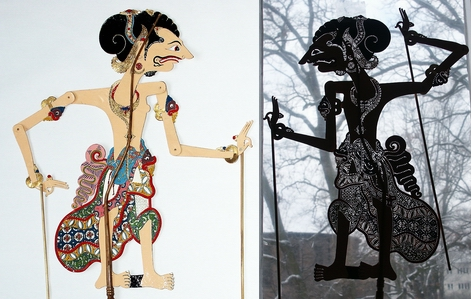
Nursiwan
Andere Namen: Nursewan, Datu Muterin Jagat
Nursiwan ist ein König von Medayin und der Vater von Putri Munigarim. Sein offizieller Titel als König des Königreichs von Medayin ist Datu Muterin Jagat. Gegen seinen Willen heiratet seine wunderschöne Tochter Putri Munigarim den Haupthelden des Epos Serat Menak Sasak, Amir Hamzah. Dies gibt Anlass zu immer währenden Auseinandersetzungen zwischen den beiden.
Patih Bestak
Andere Namen: Bestak, Baktak

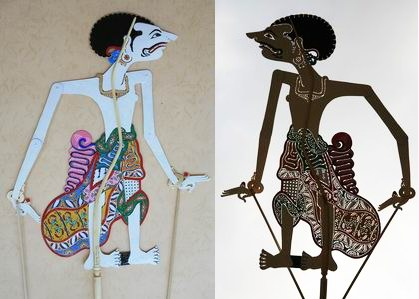
Baktak

Patih Bestak ist der Premierminister im Königreich Medayin unter der Herrschaft von Raja Nursiwan. Er ist gerissen, verschlagen und schreckt vor nichts zurück. Im Volk wird er nur Baktak genannt, was im Serat Menak Sasak allgemein als „übler Schurke“ übersetzt wird. Er ist wirklich die dunkle Seite von Nursiwan.
Patih Dayangmundar
Anderer Name: Dayangmundar
Patih Dayangmundar ist Premierminister im Reich Kahelani unter der Herrschaft des Tyrannen Raja Kelan Jejali. Als dieser den Tod seines Enkels Repatmeja, der noch ein Baby ist, beschließt und Patih Dayangmundar befiehlt diesen zu töten, kann es Patih Dayangmundar bewerkstelligen, dass Repatmeja lebend in einer Kiste dem Meer übergeben wird. Die Kiste ist aber insgeheim ein hochseetüchtiges, kleines Boot. Kurz danach kommt Raja Kelan Jejali auf tragische Weise ums Leben und Patih Dayangmundar wird zum König von Kahelani proklamiert.

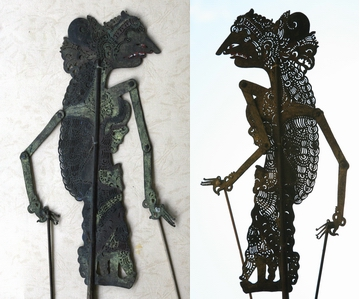
Putri Ismayawati
Putri Ismayawati ist das einzige Kind von Raja Tamimasar, dem König von Ajrak. Sie ist sein ein und alles. Als sie heimlich Wong Menak Jayengran sieht, ist es um sie geschehen. Hals über Kopf verliebt sie sich in ihn. Als er als Sieger vom Berg Jabalkab zurückkommt, ist es nur noch eine Frage der Zeit, bis sie seine Frau ist. Aber in der Nacht hört sie, wie er im Traum von Putri Munigarim spricht. Sie ist völlig außer sich, rastet aus und gibt Wong Menak Jayengran den Laufpass, kündigt ihre Ehe mit ihm auf. Wong Menak Jayengran verlässt Ajrak, geht zu Fuß in Richtung Mekka.
Putri Manditahib
Anderer Name: Manditahib

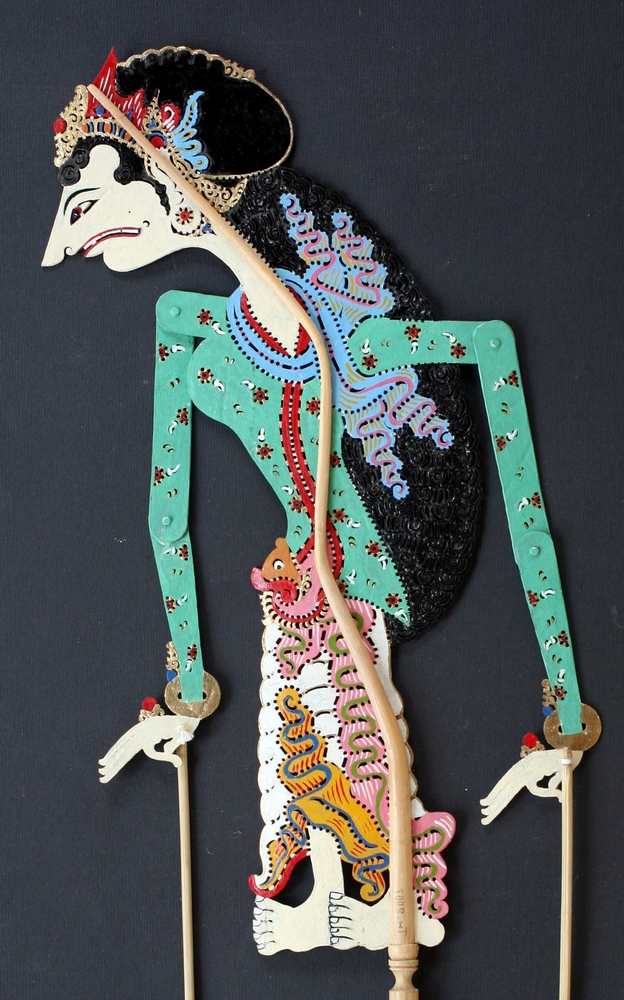
Putri Manditahib, Wayang Kulit aus Lombok

Putri Manditahib ist die schöne Prinzessin aus dem Königreich Yemen. Ihr Vater Raja Bahri Bahram ist der König dieses Landes. Nachdem Raja Bahri Bahram im Duell von Ambiyah (Amir Hamzah) besiegt wurde, bekam er sie von ihrem Vater zum Geschenk eine Unterwerfungsgeste. Wong Menak ist an der Prinzessin nicht interessiert und kündet einen Wettbewerb im Bogenschießen an, dessen erster Preis die Prinzessin ist. So soll sie den besten Mann weit und breit bekommen. Allah will es anders und lenkt die Pfeile am Armreif der Prinzessin vorbei, der in 30 Schritt Entfernung aufgehängt ist. Der Pfeil von Raja Sarsaban von Absah, ein alt gewordener König, der nur zum Spaß mitmacht, trudelt kraftlos durch die Lüfte und fällt, wie durch ein Wunder, durch den Armreif der Prinzessin. Mit diesem „Gottesurteil“ ist niemand zufrieden. Nur mit Mühe können Ambiyah und Umarmaya eine Rebellion verhindern.

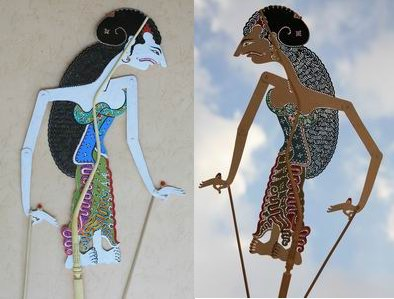
Putri Munigarim
Andere Namen: Munigarim, Munninggar
Putri Munigarim ist eine wunderschöne Prinzessin aus dem Königreich Medayin. Ihr Vater Nursewan ist Raja (König) dieses Landes. Amir Hamzah wirbt um sie und bei ihrer ersten Begegnung verliebt sie sich unsterblich in ihn. Die Vorbedingungen für eine Hochzeit werden von Patih Bestak gestellt: „Bring uns den Kopf von Selandir!“ Als Amir Hamzah mit Raja Selandir und dessen Leibwache nach Medayin zurückkommt, bricht dort Panik aus. Patih Bestak lässt verbreiten, dass Putri Munigarim gestorben sei und arrangiert ein Begräbnis. Am Grab bricht Amir Hamzah ohnmächtig zusammen, er fiebert. Raja Selandir durchstöbert das wie leergefegte Medayin und findet Putri Munigarin mit einigen Dienerinnen. Sie kommt mit nach Mekka, pflegt Amir Hamzah wieder gesund und sie heiraten.

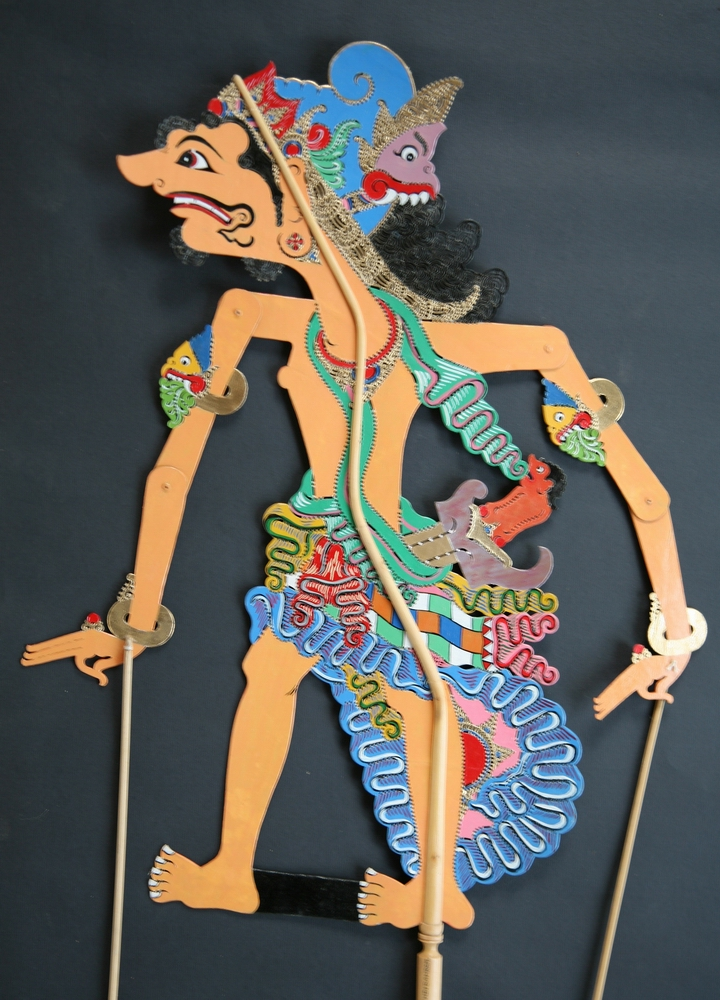
Raja Bahri Bahram
Andere Namen: Bahri Bahram.
Raja Bahri Bahram ist Großkönig von Yemen und viele kleinere Königreiche sind ihm tributpflichtig, so auch Mekka, das Heimatreich des Haupthelden Wong Menak (Amir Hamzah). Bei der Tributzahlung verbirgt sich Ambyah (Amir Hamzah) in der Schatzkiste und tötet jeden, der diese zu öffnen wagt, wobei er einen irren Schrei ausstößt. Alle am Hof glauben, dass der Teufel selbst in der Kiste sei und fliehen in Panik. Nur Raja Bahri Bahram bleibt. Als es ruhig geworden ist, springt Ambyah aus der Kiste und nach einem kurzen Wortwechsel mit Raja Bahri Bahram kommt es zum Duell zwischen den beiden, das Ambyah gewinnt. Er schenkt Raja Bahri Bahram Königreich und Leben, verlangt aber jetzt seinerseits Tribut in Form von Treue und Gefolgschaft. Raja Bahri Bahram schenkt ihm zum Zeichen seiner Unterwerfung sich selbst, seine Tochter Putri Manditahib und sein Reich.
Raja Istaham
Anderer Name: Istaham.

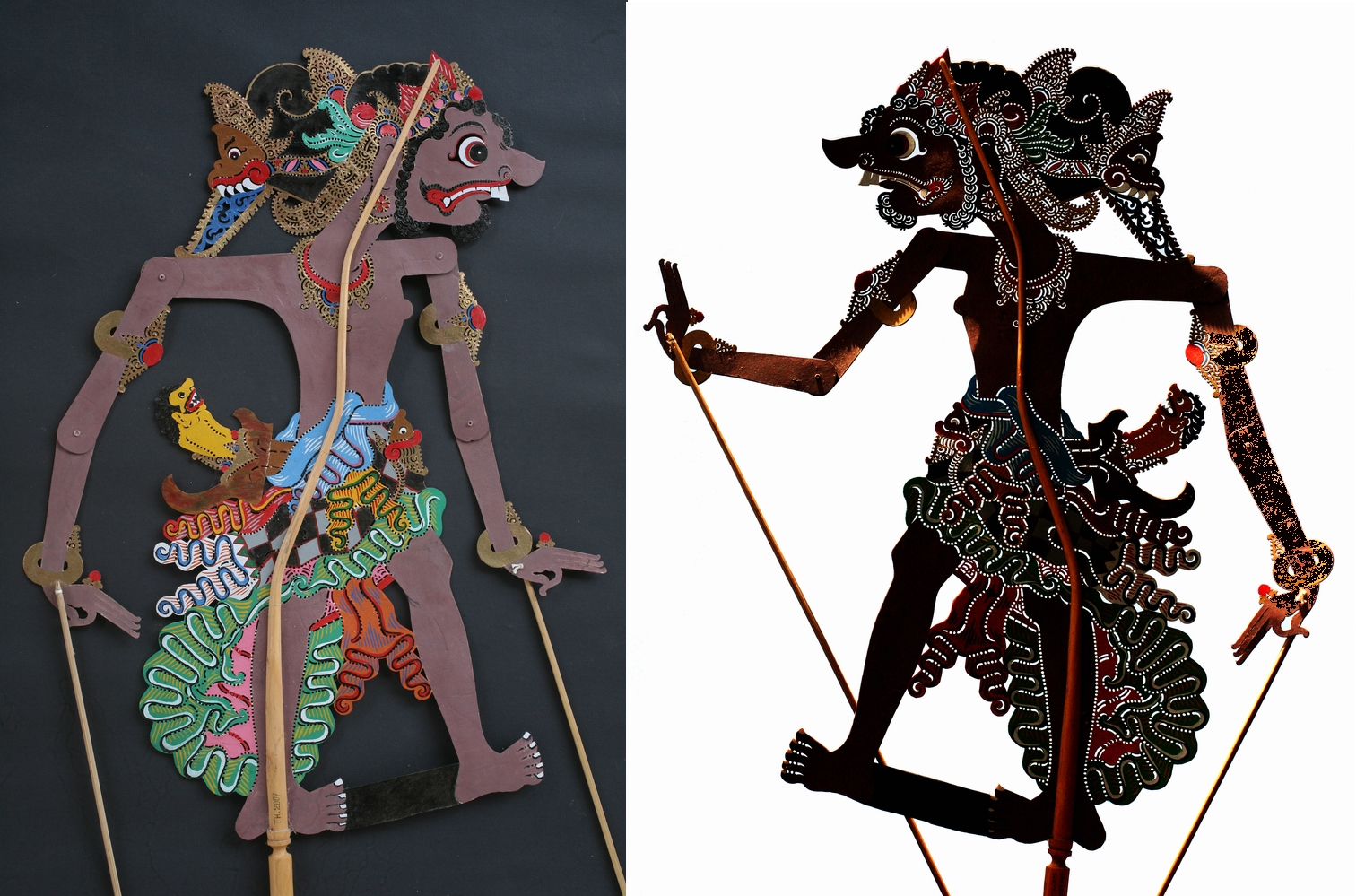
Raja Istaham, Wayang Kulit aus Lombok

Raja Istaham ist ein kleiner König in einem Königreich, das an das Großkönigreich Selan grenzt. Er ist ein armer Hund und regiert nur einige Dörfer in einem Tal. Sein Königreich ist dem Königreich Medayin tributpflichtig. Raja Istaham ist der Reiseführer für Wong Menak (Amir Hamzah), Umarmaya und Maktal, die nach Selan wollen. Von Patih Bestak hat Raja Istaham den Auftrag, dies mit allen Mitteln zu verhindern. Als Lohn sollte sein Land zehn Jahre lang keinen Tribut zahlen brauchen. Sein Giftanschlag auf das Leben von Wong Menak misslingt und Raja Istaham wird wahnsinnig.
Raja Kelan Jejali
Anderer Name: Kelan Jejali.
Raja Kelan Jejali ist ein sehr ungerechter König im Königreich Kahelani. Er ist ein Tyrann. Immer wieder kommen Wong Menak dessen ungerechte Taten zu Ohren und er beschließt, ihn zu besuchen und zu beraten. Raja Kelan Jejali hat eine Tochter, Kelansuara, eine Kriegerprinzessin, die bereits mit 18 Jahren oberster General in Kahelani ist. Als Wong Menak mit seinem Gefolge in Kahelani ankommt und um Audienz bittet, wird er und sein Gefolge überraschend angegriffen und er sieht sich im Krieg mit Kahelani. Es kommt zum direkten Duell zwischen Wong Menak und Kelansuara; Wong verliert es und wird gefangen genommen. Gegen den Willen ihres Vaters heiratet Kelansuara Wong Menak und sie bekommt ein Kind von ihm, das sie in Kahelani auf die Welt bringt. Kurz nach der Geburt stirbt sie. Raja Kelan Jejali schiebt die Schuld an ihrem Tod ihrem Sohn Repatmeja zu, diesem Balg von Wong Menak und er beschließt dessen Tod. Repatmeja wird in einer Holzkiste im Meer ausgesetzt. Kurz danach kommt Raja Kelan Jejali auf tragische Weise ums Leben.

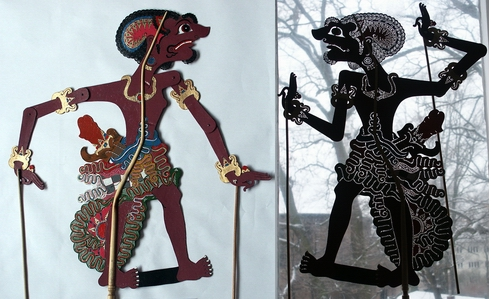
Raja Selandir
Andere Namen: Selandir, Alam Daur
Raja Selandir ist der Großkönig von Selan (Sri Lanka). Er ist ein Riese und bärenstark. Er trägt ein großes Schwert, aber seine Lieblingswaffe ist eine mannshohe Keule. Um den Preis ihrer Königreiche duelliert er mit Amir Hamzah morgens und am späten Nachmittag vierzig Tage lang, ohne zu gewinnen. Amir Hamzah schlägt ein Hebeduell vor und gewinnt. Er schenkt Selandir sein verlorenes Königreich und gewinnt einen Freund und Weggenossen, der zur Hochzeit von Amir Hamzah nach Medayin mitkommt.

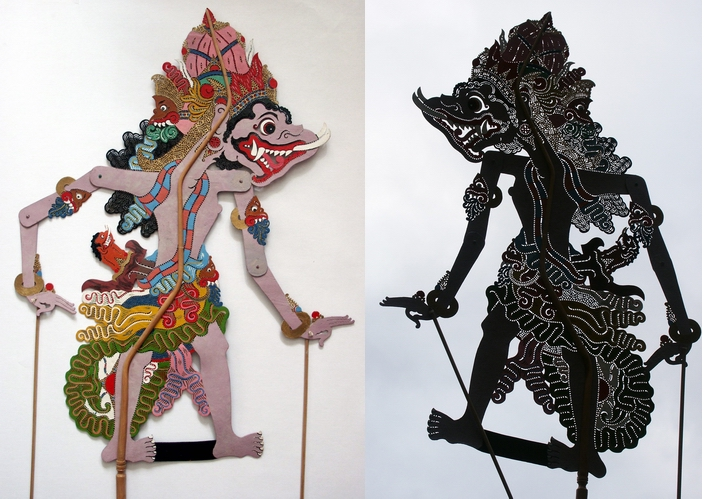
Raja Munda Wuktur
Raja Tamimasar
Andere Namen: Tamisar
Raja Tamimasar ist König im Königreich Ajrak, dem Reich der guten Geister. Viele kennen den Namen Ajrak, aber niemand weiß wo dieses Reich liegt und niemand ist jemals dort gewesen. Raja Tamimasar und all seine Geister haben ein großes Problem, sie kranken langsam vor sich hin, werden immer schwermütiger. Sie wurden von einer Horde widerlich stinkender Riesen von ihrem eigentlichen Königreich vertrieben, das in den Bergen von Jabalkab lag. Der Gestank war so schlimm, dass die zarten Geister ohnmächtig wurden. Seitdem versteckten sie sich in den dunklen Wäldern von Ajrak. Raja Tamimasar beauftragte einen Weisen herauszufinden, ob es eine Lösung für dieses Problem gibt. Es gab sie. Ein junger König namens Wong Menak (Amir Hamzah) musste gefunden werden und dieser sollte die Riesen vertreiben können. Wong Menak kam und half. Es war ein zweitägiges Gemetzel in den Bergen von Jabalkab, das Wong Menak gewann, weil Nabi Hidir ihm in der Nacht im Traum erschien und ihm sagte, wie die diese scheinbar unsterblichen Riesen zu besiegen seien. Als die Riesen am nächsten Tag dann merkten, dass ihre Magie entdeckt worden war, flohen alle, die noch am Leben waren.

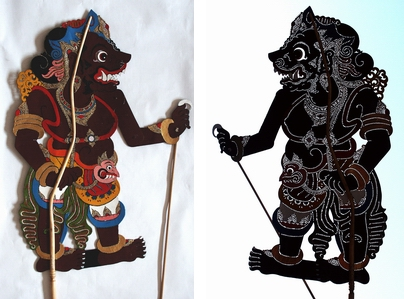
Ranes
Ranes ist einer der Riesen, die beim Gemetzel am Berg Jakalbab durch Flucht entkommen sind. Damals schwor er Rache, sollte er jemals wieder Wong Menak Jayengrana, so nannte sich Amir Hamzah damals, treffen. Als Amir Hamzah auf dem Weg von Ajrak nach Mekka durch einen Wald kommt, begegnet er Ranes. Dieser verspricht ihm zu helfen. Wie durch ein Wunder entgeht Amir Hamzah zwei Mordanschläge durch Ranes. Beim letzten Anschlag kommt Ranes durch Einwirkung seines Sohnes Sekaryasa Sekardin ums Leben.
Repatmaja

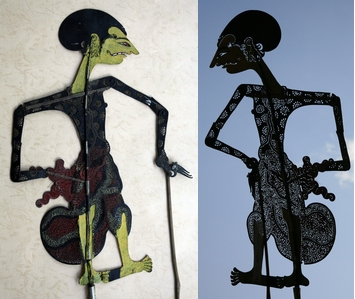
Repatmeja

Andere Namen: Arya Repatmaja, Raden Arya Repatmaja.
Repatmaja ist ein Sohn von Kelansuara, der Kriegerprinzessin aus dem Königreich Kalehani und Wong Menak (Amir Hamzah). Sie stirbt kurz nach dessen Geburt. Der Großvater von Repatmaja, König und Tyrann von Kalehani, Raja Kelan Jejali, beschließt aus Gram über den Tod seiner geliebten Tochter, das Baby Repatmaja töten zu lassen. Er beauftragt dazu Patih Dayangmundar, der jedoch bewirken kann, dass das Baby nur in einer Kiste dem Meer ausgesetzt wird. Dort findet die Prinzessin Kuraisin es und zieht es auf. Gemeinsam besuchen sie unerkannt ihren Vater Wong Menak. Repatmaja kämpft gegen seinen Vater und verliert das Duell. Am Abend darauf geben Kuraisin und Repatmaja ihre Tarnung auf und erzählen ihrem Vater, dass sie seine Kinder seien.

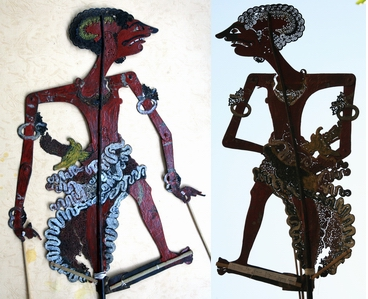
Samtanus
Samtanus ist ein junger Prinz aus Yunan, einem Stadtstaat in Griechenland. Sein Vater ist König Wadis von Yunan, der im Wayang keine weitere Rolle spielt und es keine Figur von ihm gibt. Zusammen mit seinem Bruder Tantanus ist er am Hofe von Wong Menak (Amir Hamzah) in Mekka. Er soll bei Wong Menak lernen, wie man weise regiert und sich Freunde schafft. Er gehört zur Leibgarde von Wong Menak. Wong Menak mag die beiden Brüder und er wartet nur darauf, ihnen eine richtige Aufgabe zu stellen. Für Samtanus ist Wong Menak ein richtiger Vater und so liest er ihm jeden Wunsch von den Lippen ab, bevor er ausgesprochen wurde.

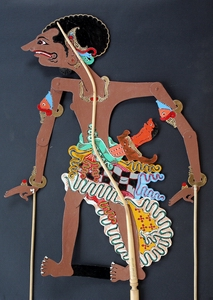
Sapardan
Sapardan ist ein Jugendfreund von Maktal, dem Kronprinzen des Königreichs Albani. Er ist auch sein Leibwächter, der seinen Freund zusammen mit Daundari vor allzu aufdringlichen Bewunderern abschirmt. Außerdem ist er beim Schwertkampf der Sparringspartner von Maktal. Er kommt im Kampf gegen Umarmaya ums Leben.

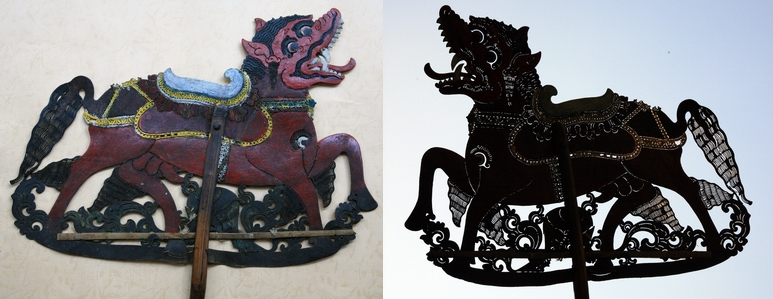
Sekaryasa Sekardin
Andere Namen: Sekardin
Ranes lernte auf dem Weg zusammen mit Wong Menak eine Fee kennen und konnte sie heiraten. Bald ist sie schwanger. Bei der Geburt stirbt sie. Das Kind ist vom Körper her ein Pferd und vom Kopf gleicht es total seinem Vater. Es bekommt den Namen Sekaryasa Sekardin. Ranes ist ganz vernarrt in das kleine Wesen und möchte es für sich allein haben. Er vergisst sein Gelöbnis gegenüber Amir Hamzah und wartet auf eine passende Gelegenheit, ihn zu töten. Sekasrdin wächst schnell heran. Eines Tages schläft Amir Hamzah neben Sekardin ein. Ranes sagte, er gehe Beeren suchen, sucht aber einen großen Felsbrocken, den er auf Amir Hamzah werfen möchte. Als er so einen Brocken heranschleppt, scheut Sekardin und schlägt mit beiden Hinterhufen den Brocken aus den Händen seines Vaters. Der Brocken fliegt hoch, fällt zurück, trifft Ranes voll und streift Sekardin am Hinterlauf. Ranes ist sofort tot. Amir Hamzah erwacht, sieht was geschehen ist, begräbt Ranes und pflegt Sekardin gesund. Ab dann ist dieses sprechende Pferd sein Reittier und sein bester Freund.

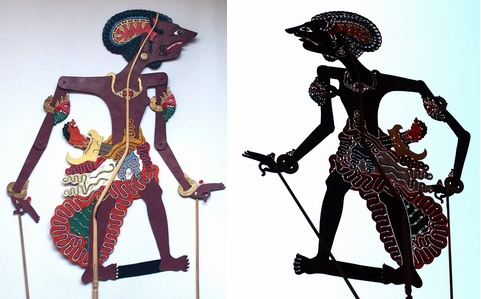
Tantanus
Tantanus ist ein junger Prinz aus Yunan, einem Stadtstaat in Griechenland. Sein Vater ist König Wadis von Yunan, der im Wayang keine weitere Rolle spielt und es keine Figur von ihm gibt. Tantanus ist zusammen mit seinem Bruder Samtanus am Hofe von Wong Menak (Amir Hamzah) in Mekka. Wie sein Bruder soll er bei Wong Menak lernen, wie man weise regiert und sich Freunde schafft. Auch er gehört zur Leibgarde von Wong Menak. Tantanus ist etwas jünger als Samtanus.

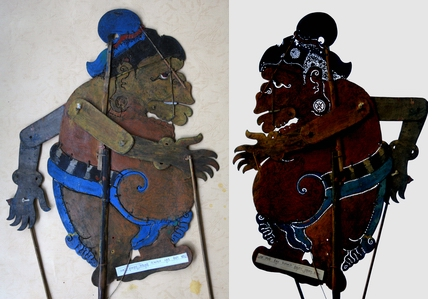
Umarmadi
Andere Namen: Raden Umarmadi, Raja Umarmadi
Im kleinen, nahe Mekka gelegenen Fürstentum Kohkarib regiert Raden Umarmadi. Fürst Raden Umarmadi liebt die Freuden des Lebens und er hat einen sehr aufwändigen Lebensstil. Tagelange Festgelage mit Freunden sind häufig und so nimmt es nicht Wunder, dass in der Landeskasse stets Ebbe herrscht. Allerlei Diebstähle und Raubzüge in die nähere und weitere Umgebung gingen  auf sein Konto. Meist zog er mit seinen Freunden los, hin und wieder auch allein, wenn er auf Diebstahl aus war. Eigentlich war er kein Fürst, sondern ein gewöhnlicher Schurke und Taschendieb, nicht besser als eine Wüstenratte. Bei einem seiner Fischzüge ins nachbarliche Königreich Kasinah, kommt er dort an, als dort gerade der König begraben wurde. Durch Zufall wird Raden Umarmadi zum König von Kasinah gewählt. Und setzt dort seinen alten Lebensstil fort. Als seine Königin stirbt, will man ihn gleich mitbegraben. Auf seinem Weg von Arjak nach Mekka kommt gerade rechtzeitig Wong Menak vorbei und kann Raden Umarmadi retten. Sie ziehen gemeinsam nach Mekka, das gerade von Maharaja Jubil belagert wird. Durch einen üblen Streich können Raden Umarmadi und Umarmaya bewirken, dass Maharaja Jubil die Belagerung abbricht und mit seinem Heer davonzieht.

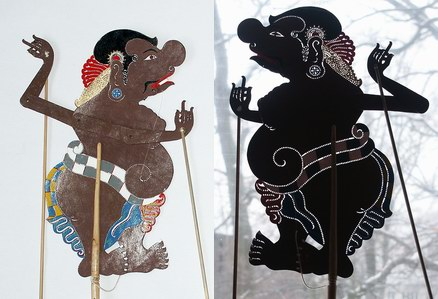
Umarmaya
Andere Namen: Raden Umarmaya, Patih Umarmaya, Rakmiah
Umarmaya ist ein Sohn von Raja Jamiri, Herrscher von Kalkandangan. In seiner Jugend wurde er Rakmiah genannt. Er ist der engste Freund von Amir Hamzah. Er ist sein Berater und Premierminister. Er ist ein kleines pfiffiges Kerlchen und ein gefährlicher Schwertkämpfer. Er ist im Besitz einiger magischen Dinge und Fähigkeiten. Er hat einen Zauberspruch, der es ihm gestattet, sich von einem Ort zu jedem beliebigen anderen Ort zu „beamen“. Er sagt, er würde nicht fliegen und nichts sehen und wäre danach immer etwas benommen. Er wisse nicht wie es funktioniert, aber er wäre binnen von Sekunden einfach dort. Außerdem kennt er einige magische Lieder, die die Menschen zum Einschlafen bringen, sie in Tiefschlaf versetzen oder ihnen den Schlaf rauben.